# Puerto de Khor Al Zubair
El Puerto de Khor Al Zubair (en árabe: ميناء خور الزبير) es un puerto en el sur del país asiático de Irak, que fue fundado en 1974 en Khor Al Zubair, a 80 km del centro de la provincia de Basora. 
El puerto consta de cuatro secciones principales que forman las direcciones técnicas, las secciones de embarque, secciones de desembarque, así como los departamentos administrativos.